# Guerrillas en América Latina

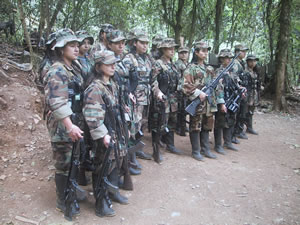
Guerrilleros de las FARC-EP.

Las guerrillas en América Latina son grupos armados, ya sea de izquierda o derecha, que se originaron en los países de dicha región con el objetivo de conseguir, por la vía armada, la toma del poder político en sus respectivos países. Durante la Guerra Fría, en América Latina, las guerrillas de izquierda estuvieron inspiradas en los principios de la Revolución cubana o en otras variantes del marxismo (como el marxismo-leninismo-maoísmo). A lo largo de la historia, las guerrillas han tenido un impacto variable en los países de la región, algunas han fracasado en sus objetivos mientras que otras llegaron a procesos de negociación y de participación política activa.

## Trasfondo
La historia de las guerrillas en América Latina es un fenómeno complejo. El triunfo de la Revolución Cubana marcó un punto de inflexión en la posibilidad del uso de la vía armada para la toma del poder haciendo surgir diversos focos guerrilleros en la región.
| País                  | Grupo guerrillero |
| --------------------- | --- |
| Argentina:            | Montoneros (1970-1983), Ejército Revolucionario del Pueblo (1970-1976), Fuerzas Armadas Revolucionarias (1967-1973), Fuerzas Armadas Peronistas (1968-1979), Frente Argentino de Liberación (1967-1973), Uturuncos (1955-1973), Movimiento Nacionalista Tacuara (1957-1966), Comandos civiles (1951-1955), Ejército Guerrillero del Pueblo (1963-1964). |
| Bolivia:              | Guerrilla de Ñancahuazú (1966-1967), Ejército Guerrillero Túpac Katari (1986-1992) |
| Colombia:             | Ejército de Liberación Nacional, Disidencias de las FARC-EP, Ejército Popular de Liberación (1967-1991), Fuerzas Armadas Revolucionarias de Colombia - Ejército del Pueblo (1964-2016), Movimiento 19 de abril (1974-1990), Movimiento Armado Quintín Lame (1984-1991), Autodefensa Obrera (1974-1990). |
| Costa Rica            | La Familia (1978-1981) |
| Chile                 | Frente Nacionalista Patria y Libertad (1971-1973), Frente Patriótico Manuel Rodríguez (1983-1999), Movimiento de Izquierda Revolucionaria, Movimiento Juvenil Lautaro (1982-1994), Vanguardia Organizada del Pueblo (1968-1971) |
| Ecuador:              | Alfaro Vive ¡Carajo! (1983-1991), Montoneras Patria Libre (1985-1992), Sol Rojo |
| El Salvador:          | Frente Farabundo Martí para la Liberación Nacional (1980-1992) |
| Guatemala:            | Fuerzas Armadas Rebeldes (1963-1996), Unidad Revolucionaria Nacional Guatemalteca |
| Honduras              | Movimiento de Liberación Popular - Cinchoneros (1979-1991), Fuerza Revolucionarias Populares Lorenzo Zelaya (1980-1992) |
| México:               | Liga Comunista 23 de Septiembre (1973-1983), Grupo Guerrillero del Pueblo Arturo Gámiz (1966-1968), Grupo Popular Guerrillero (1963-1965), Movimiento Revolucionario del Pueblo (1965-1966), Partido de los Pobres (1967-1974), Fuerzas Revolucionarias Armadas del Pueblo (1969-1977), Movimiento de Acción Revolucionaria (1969-1979), Asociación Cívica Nacional Revolucionaria (1968-1972), Comandos Armados de Chihuahua (1968-1972), Frente Urbano Zapatista (1969-1972), Movimiento de Acción Revolucionaria (1969-1979), Fuerzas de Liberación Nacional (1969-1980), Fuerzas Armadas de la Nueva Revolución (1970-1973), Liga de Comunistas Armados (1970-1972), Comandos Armados del Pueblo (1971), Partido Revolucionario Obrero Clandestino Unión del Pueblo (1971-1996), Brigada Obrera de Lucha Armada (1973), Ejército Popular de Liberación Unido de América (1973-1979), Fuerzas Armadas Revolucionarias (1973-1974), Ejército Zapatista de Liberación Nacional, Ejército Popular Revolucionario, y Ejército Revolucionario del Pueblo Insurgente |
| Nicaragua:            | Frente Sandinista de Liberación Nacional (1961-1990) |
| Paraguay:             | Movimiento 14 de mayo (1958-1960), Frente Unido de Liberación Nacional (1959-1970), Ejército Paraguayo Revolucionario (1970-1974) Organización Primero de Marzo/Político-Militar (1970-1976), Ejército del Pueblo Paraguayo, Agrupación Campesina Armada |
| Perú:                 | Movimiento de Izquierda Revolucionaria (1962-1965), Ejército de Liberación Nacional (1962-1965), Frente de Izquierda Revolucionaria, MRTA (1982-1997), Sendero Luminoso |
| Puerto Rico:          | Fuerzas Armadas de Liberación Nacional (1974-1983), Ejército Popular Boricua (Macheteros) |
| República Dominicana: | Movimiento Revolucionario 14 de Junio (1959-1968) |
| Uruguay:              | Movimiento de Liberación Nacional-Tupamaros (1965-1989), Fuerzas Armadas Revolucionarias Orientales (1967-1985), Federación Anarquista Uruguaya |
| Venezuela:            | Fuerzas Armadas de Liberación Nacional (1962-1969) |

## Historia

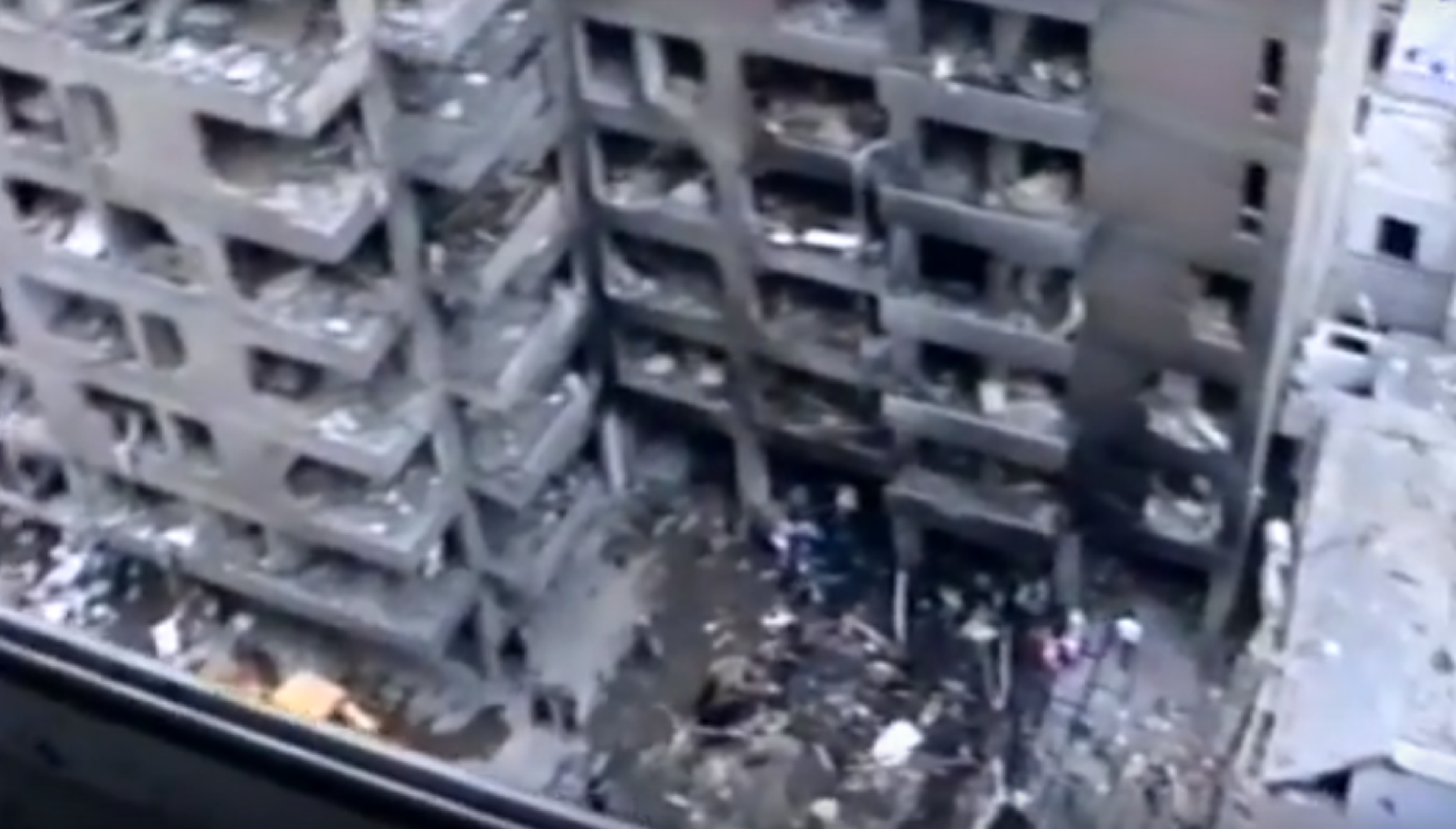
Atentado de Tarata de 1992 cometido por Sendero Luminoso.

Muchos países de América Latina tenían su propia guerrilla revolucionaria, pero solo en Nicaragua esta guerrilla llegó a obtener el poder y al hacerlo, fuerzas reaccionarias financiadas por Estados Unidos conocidas como los Contras operaron para derrocarla usando el territorio de países vecinos como Honduras y Costa Rica.
Dicha guerra fue devastadora, tanto por las atrocidades cometidas por los regímenes de derecha que realizaron purgas de disidentes, secuestros políticos, desapariciones, torturas, violaciones y ejecuciones extrajudiciales, a veces de forma directa por parte de fuerzas militares y policiales, y a veces usando grupos paramilitares como La Mano Blanca de Guatemala, los Escuadrones de la Muerte de El Salvador o los paramilitares de Colombia. También el otro bando cometió gran cantidad de atrocidades y violaciones a los Derechos Humanos como atentados terroristas, violaciones masivas de mujeres, secuestros y atentados homicidas como los que cometieron Sendero Luminoso (una de las más virulentas organizaciones extremistas), o las FARC-EP colombianas. 

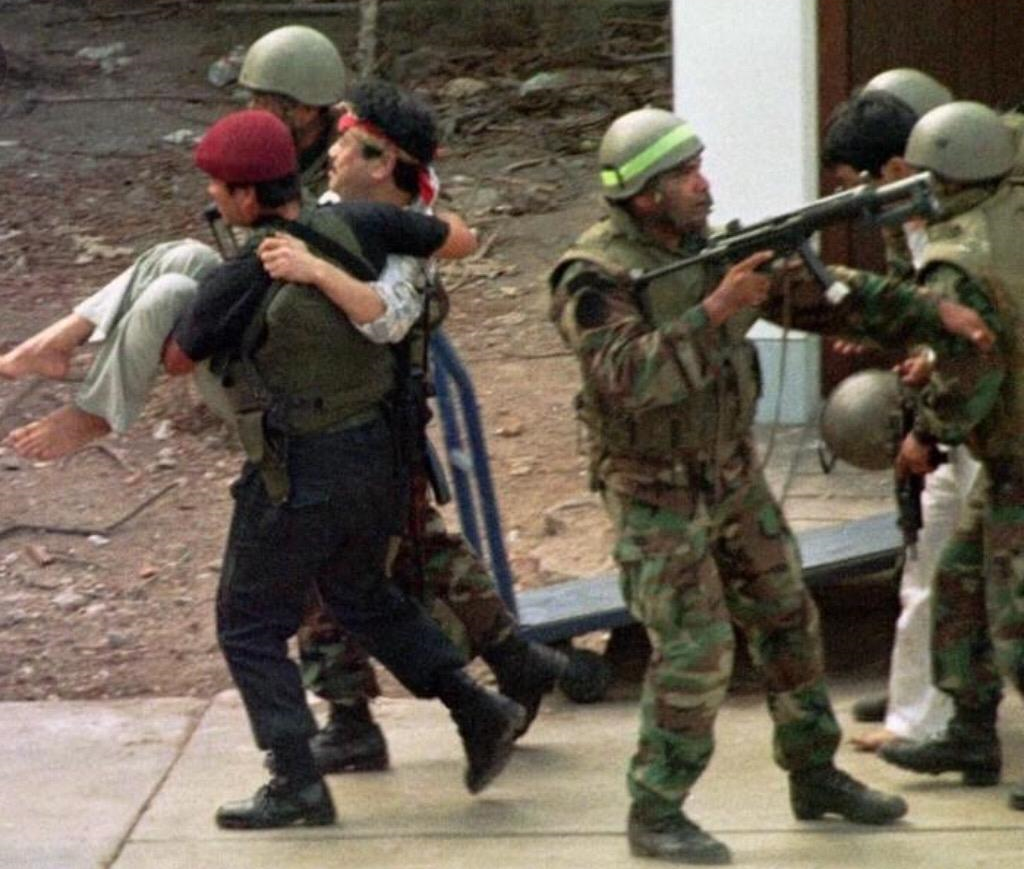
Rescate de Rehenes durante la Toma de la residencia del embajador de Japón en Lima.

Con el apaciguamiento en la región, la mayoría de las guerrillas de extrema izquierda sufrieron los mismos destinos; o fueron totalmente disueltas y aniquiladas como el Movimiento Revolucionario Túpac Amaru en Perú, o se legalizaron como partidos políticos deponiendo las armas (URNG, FMLN, FSLN, por ejemplo), y llegando a gobernar ciertos mediante elecciones democráticas como sucedió con el FSLN en Nicaragua, los Tupamaros uruguayos que son miembros de la coalición gobernante Frente Amplio o el FMLN en El Salvador.  el EZLN goza de gran popularidad y apoyo dentro y fuera de México y se considera a sí mismo una "insurgencia pacificista" y "guerrilla posmoderna" con un proyecto comunitarista y antiestatista, en México otras guerrillas son el EPR y el ERPI que se localizan en las sierras de Guerrero y Oaxaca, y al igual que los zapatistas han sido víctimas de los ataques gubernamentales que promueven la represión a través de homicidios, desapariciones forzadas y diversas violaciones a los derechos humanos, principalmente en la figura de grupos paramilitares llamados contrainsurgencia.

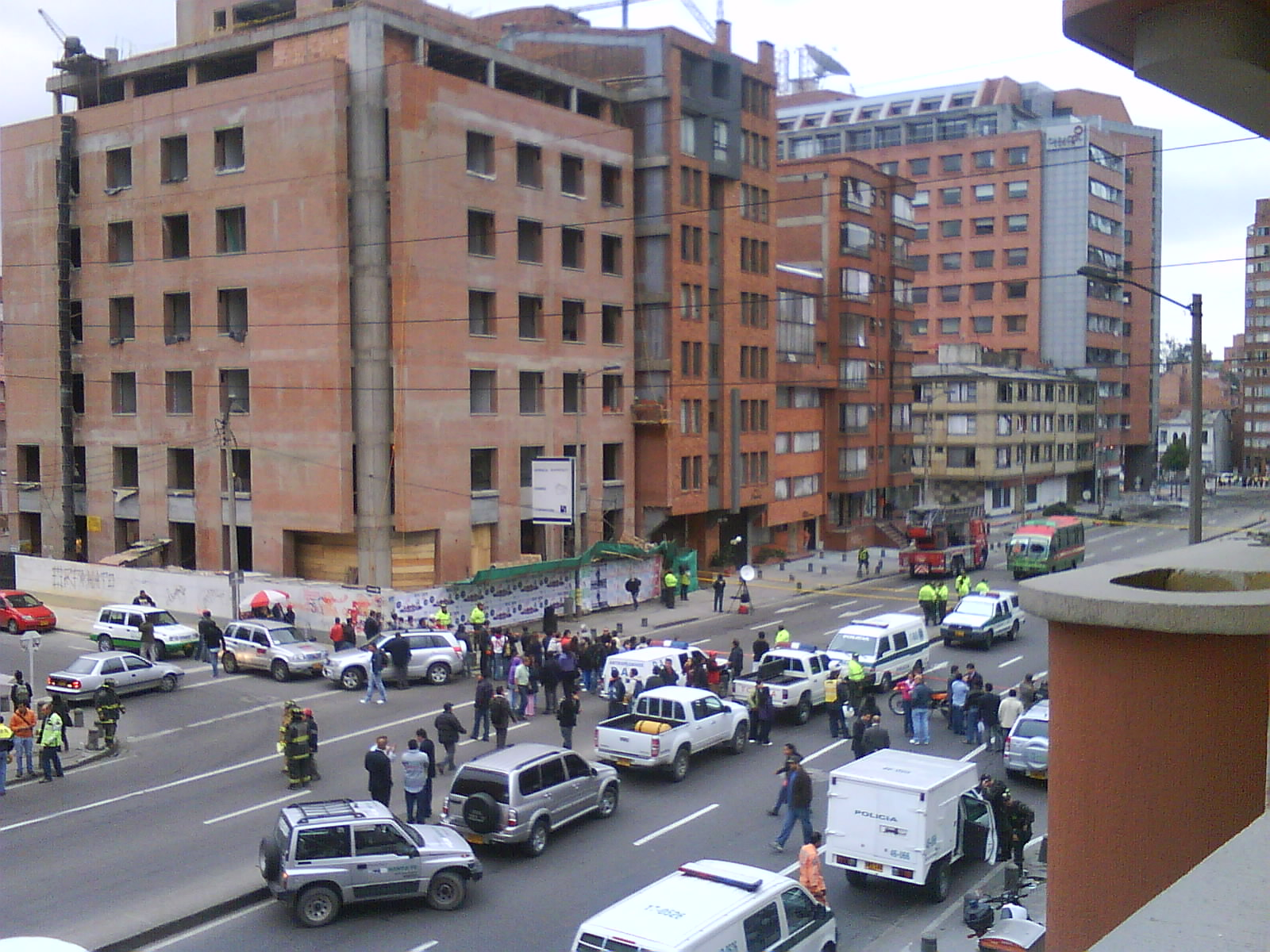
Atentado al edificio de Caracol Radio perpetrado por las FARC-EP

Las FARC-EP colombianas surgieron en 1964 y estuvieron activas hasta su desmovilización y dejación de armas en 2017. No obstante lo anterior, el 23 de junio de 2016 se ha acordado el cese temporal pero indefinido de las acciones militares de ambos bandos, además de la desmovilización, entrega de armas y reinserción a la vida civil de los militantes del grupo subversivo, siendo el fin de las FARC-EP como organización insurgente y alzada en armas. El 24 de agosto de 2016 se firmó el acuerdo definitivo y ambas partes ordenaron el cese al fuego definitivo a partir de las 00:00 del 29 de agosto. El texto del acuerdo definitivo fue publicado en Internet. Otras guerrillas colombianas fueron el Ejército de Liberación Nacional, el  Ejército Popular de Liberación, el Movimiento Armado Quintín Lame y el Movimiento 19 de abril entre otras.
Las guerrillas que aún opera de manera trascendental en Latinoamérica es el Ejército Zapatista de Liberación Nacional en México, que controla junto a los Municipios Autónomos Zapatistas ciertos territorios de Chiapas, y el Partido Comunista Militarizado (ex Sendero Luminoso) en Perú que junto a narcotraficantes controla el Valle de los ríos Apurímac, Ene y Mantaro entre Cuzco, Ayacucho, Junín y Huancavelica. Se conformo el grupo de izquierda radical democrática Alfaro Vive ¡Carajo! y Montoneras Patria Libre en Ecuador durante el gobierno de León Febres-Cordero Ribadeneyra.